# Весёлое (посёлок, Весёловский район)
Весёлое (укр. Веселе) — посёлок, Весёловский поселковый совет, Весёловский район, Запорожская область, Украина.

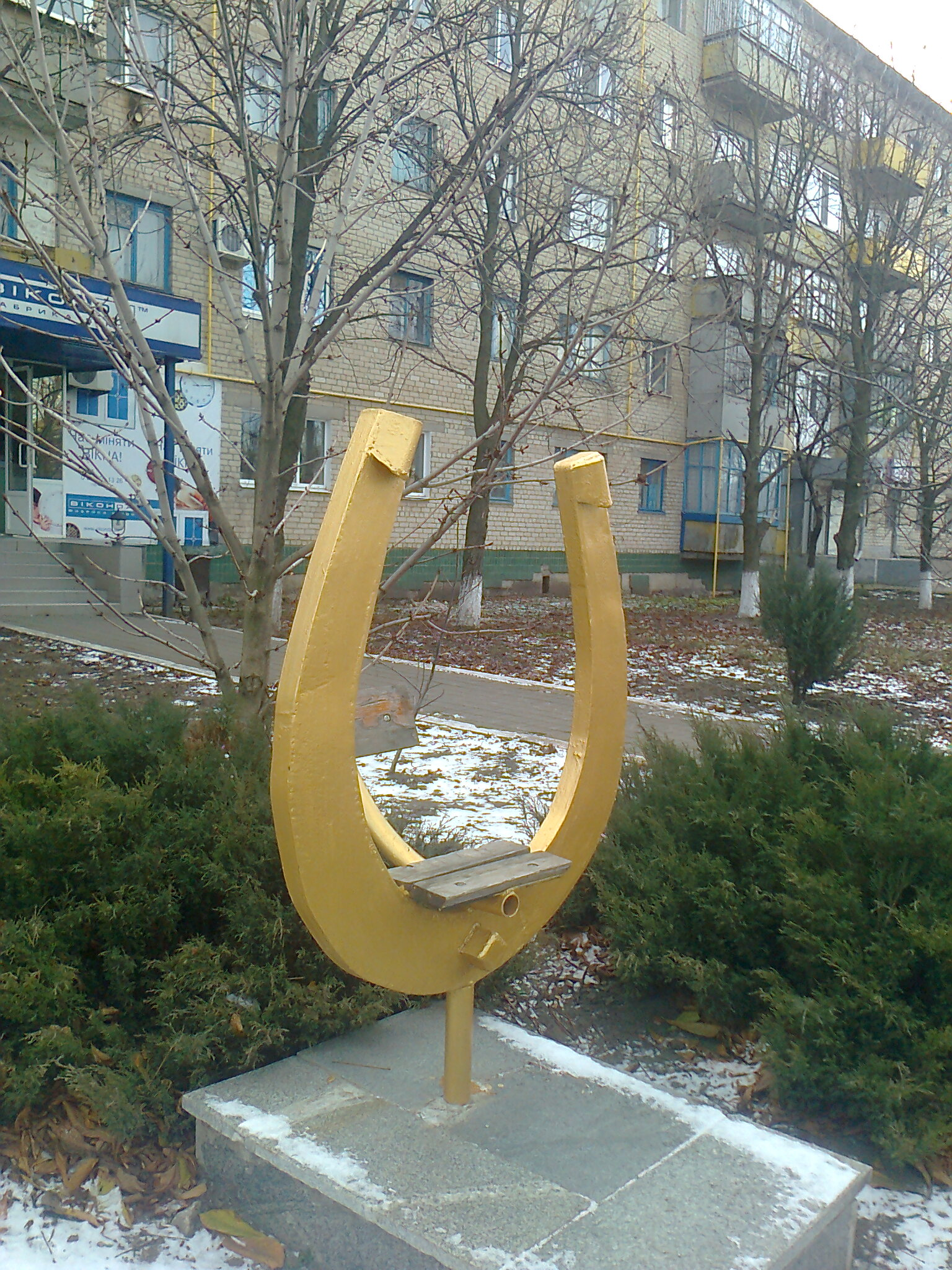
Центральная улица пгт. Весёлое

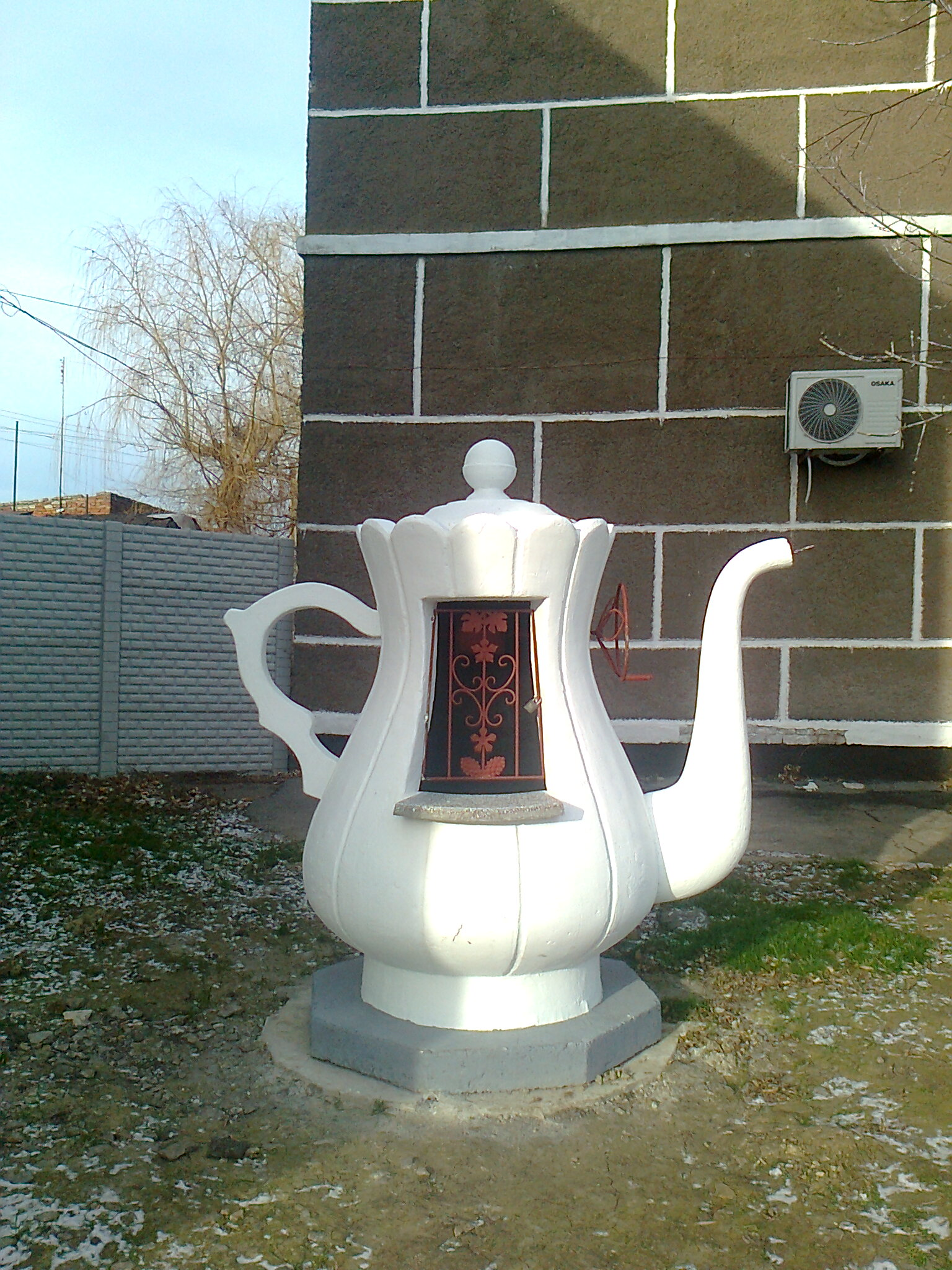
Центральная улица пгт. Весёлое

Является административным центром Весёловского района.
Является административным центром Весёловского поселкового совета, в который, кроме того, входят сёла Елизаветовка, Новоалександровка и Ясная Поляна.

## Географическое положение
Посёлок городского типа Весёлое находится на западе Запорожской области, в 120 км. от г. Запорожье и в 50 км. от г. Мелитополь. В 4-х км от Канала Р-3,
на пересечении автомобильных дорог Т-0805, Т-0811, Т-0817.
Через этот посёлок проходит железная дорога, станция Нововесёлая.

## Происхождение названия
Согласно самой распространённой версии, считается, что чумаки, которые направлялись в Крым за солью и останавливались на отдых на склонах балки укр. Малий Менчикур, называли это место «весёлым».
На территории Украины 74 населённых пункта с названием Весёлое.

## История
- Первое упоминание о посёлке датировано 1815 годом, когда 30 семей государственных селян из Белгородского уезда Курской губернии, которые осели на землях помещика Рахманова на правах арендаторов-десятинников, получили земли на склонах балки укр. Малий Менчикур, в центре которой располагалось небольшое живописное озеро. Население Веселого увеличивалось за счёт десятков семей с Полтавы и селян, которые убегали из центральных губерний России от крепостного права.
- В 1851 году открыли первую школу в Весёлом. В ней получали образование 145 мальчиков и 30 девочек.
- В 1858 году в Весёлом насчитывалось больше чем 400 дворов с населением около 3 тыс. человек.
- На протяжении 25 лет после земельной реформы 1866 года, в результате которой селяне сохранили за собой землю, за что платили дань, а позже выкупные взносы, население Весёлого увеличилось практически в два раза. В 1884 году в селе насчитывалось 810 дворов, где проживало 5182 людей, а в 1906 году — 8400 людей.
- Вторая половина XIX века — период интенсивного развития частных предприятий в Веселом. По состоянию на 1875 год в посёлке действовали 2 кирпичных завода, 2 паровые машины, более 10 ветряных мельниц, ряд хозяйственных помещений.
- В период Великой Отечественной войны более чем 5000 жителей Веселого воевали на всех фронтах, 3730 из них погибло[2].
- 1957 год — присвоено статус посёлок городского типа.

В 1978 году здесь был организован районный музей.
С 24 февраля 2022 года находится под российской оккупацией.

## Население
В январе 1989 года численность населения составляла 12 290 человек.
На 1 января 2013 года численность населения составляла 10 071 человек.

### Языковой состав
По данным переписи 2001 года 60,98 % населения посёлка указали украинский язык родным, 38,30 % — русский, 0,72 % — другие языки.

## Экономика
- ОДО Весёловский молокозавод.
- Продмаш-Веселе, ЗАО.
- Авангардовец, ЧП.
- Сельскохозяйственный производственный кооператив им. Фрунзе.
- Весёловский зерновой элеватор.

## Объекты социальной сферы
- Гимназия.
- 2 школы.
- Весёловский профессиональный аграрный лицей (ПТУ № 60).
- Музыкальная школа.
- Спортивная школа.
- 4 детских сада.
- Больница.
- Дом культуры.
- 2 клуба.